# Conselho Sul-Americano de Novas Federações de Futebol
O Conselho Sul-Americano de Novas Federações de Futebol (em castelhano:  Consejo Sudamericano de Nuevas Federaciones de Fútbol), conhecido como COSANFF (anteriormente Conselho Sul-Americano de Novas Federações (em castelhano:  Consejo Sudamericano de Nuevas Federaciones, conhecida como CSANF), é uma organização não governamental (ONG) de nível continental de Futebol Não FIFA da América do Sul, sendo uma das duas únicas existentes no mundo e a única existente a nível continental, fundado em 25 de Maio de 2007 e com sede situada em Buenos Aires, Argentina.
O COSANFF tem como missão organizar o Futebol Não FIFA na América do Sul, promovendo através do esporte a integração, intercâmbio e o desenvolvimento humano em territórios, povos, comunidades, minorias e dependências no continente que não têm qualquer apoio, dando a possibilidade a todas as regiões de se afiliarem, sendo vistos e conhecidos por todos pelo mundo através do futebol.
A confederação também organiza uma competição, a Copa COSANFF (anteriormente Copa CSANF), cuja primeira edição foi edição foi organizada em 2011, tendo sido 03 edições realizadas no total (a segunda edição em 2014 e a terceira em 2017).

## História
A história do atual COSANFF surge em 2003, quando Gonzalo Parada, atual presidente da organização, foi nomeado representante geral da extinta NF-Board na América Latina. A partir daí, foram feitas buscas para encontrar pessoas interessadas em ajudar nos projetos da NF-Board para a região, em países como México, Chile, Uruguai e Brasil.
Durante esse trabalho inicial, foi verificada uma grande quantidade de locais que poderiam ser afiliados e algumas pessoas se dispuseram a ajudar no projeto, que resultaram em 2007 na decisão de criar na América do Sul uma organização autônoma para cuidar dos locais que viriam a ser afiliados, o Conselho Sul-Americano de Novas Federações (em castelhano:  Consejo Sudamericano de Nuevas Federaciones), abreviado CSANF, fundado por Gonzalo Parada (Argentina), Oswaldo Ugarte (México), Jorge González Aburto (Chile) e Daniel Cañete (Uruguai).
Em 2019, com o objetivo de renovar as autoridades e fortalecer sua presença continental, o então Conselho Sul-americano de Novas Federações elegeu novos cargos para sua alta direção. A intenção foi garantir que no mesmo ano a organização pudesse participar ativamente do continente sul-americano, com grandes possibilidades de enviar um representante para a Copa do Mundo organizada pela ConIFA. Neste último ponto, o CSANF está colaborando ativamente, aguardando uma resposta positiva dessa organização internacional.
Em 2021, foi renomeada Conselho Sul-Americano de Novas Federações de Futebol (em castelhano:  Consejo Sudamericano de Nuevas Federaciones de Fútbol), abreviado COSANFF, a fim de consolidar e deixar claro o trabalho da organização em relação ao futebol.

## Membros
| Seleção                         | Área                                        | Categoria de associação | Ano de filiação |
| ------------------------------- | ------------------------------------------- | ----------------------- | --------------- |
| Arquipélago Juan Fernández      | Chile                                       | Membro completo         | 2010            |
| Chiloé                          | Chile                                       | Membro completo         | 2021            |
| Comunidade Armênia na Argentina | Argentina                                   | Membro especial         | 2014            |
| Esperanto                       | Internacional                               | Membro especial         | 2014            |
| Fernando de Noronha             | Brasil                                      | Membro completo         | 2012            |
| Ilha de Páscoa                  | Chile                                       | Membro especial         | 2010            |
| Indígenas do Panamá             | Panamá                                      | Membro completo         | 2016            |
| Nação Aimará                    | Principalmente Chile Também: Bolívia e Peru | Membro completo         | 2010            |
| Nação Mapuche                   | Chile e Argentina                           | Membro completo         | 2010            |
| Roraima                         | Brasil                                      | Membro completo         | 2016            |
| Terra do Fogo                   | Argentina                                   | Membro associado        | 2020            |

- A Comunidade Armênia na Argentina, a Ilha de Páscoa, a Nação Aimará e a Nação Mapuche são equipes afiliadas à CONIFA.

### Membros potenciais
Membros potenciais são os territórios, povos e regiões que, segundo o estatuto do COSANFF, têm condições para se afiliarem a qualquer momento.
| Seleção                                | Área        |
| -------------------------------------- | ----------- |
| Amapá                                  | Brasil      |
| Galápagos                              | Equador     |
| Ilha de Ascensão                       | Reino Unido |
| Ilha de Margarita                      | Venezuela   |
| Ilha Martín García                     | Argentina   |
| Ilhas Geórgia do Sul e Sandwich do Sul | Reino Unido |
| Ilhas Malvinas                         | Reino Unido |
| Magalhães e Antártica Chilena          | Chile       |
| Santa Helena                           | Reino Unido |
| Santo André e Providência              | Colômbia    |
| Táchira                                | Venezuela   |
| Tristão da Cunha                       | Reino Unido |

## Competições organizadas

### Copa COSANFF
A Copa COSANFF, por vezes chamada de Copa América Alternativa, é a principal e única competição entre as seleções de futebol dos povos e regiões afiliadas ao CSANF. O torneio iniciou em 2011, como Copa CSANF, sendo realizado até esse momento em formato de partida única, devido a dificuldades financeiras da grande parte dos afiliados, não havendo então fase eliminatória para participar, sendo os torneios realizados pelas seleções que dispõem a participar.
Desde o seu início, foram realizadas três edições:
- 2011: Copa CSANF 2011
- 2014: Copa CSANF - Fraternidad Internacional
- 2017: Copa CSANF - 10 Años (nome dado em comemoração aos 10 anos da organização)

Desde 2019, com a afiliação de dois dos membros do atual COSANFF, a ConIFA, o campeão vigente da Copa COSANFF (caso esse seja afiliado a ConIFA), tem o direito de participar da próxima edição da Copa do Mundo ConIFA, passando a representar a América do Sul (até 2019 a ConIFA não tinha nenhum sul-americano afiliado e assim a Copa do Mundo era realizada sem a participação da América do Sul), mas não sendo obrigado a participar. Caso o campeão não seja afiliado ou não tenha condição financeira para participar, vai o vice-campeão (caso seja afiliado a ConIFA) ou a seleção sul-americana que for afiliada a ConIFA.

### Final
| 28 de Janeiro | Arquipélago Juan Fernández | 1 – 1     | Nação Aimará | N/D, San Juan Bautsta, Arquipélago Juan Fernández |
| N/D           | Carlos González 22'        | Relatório | N/D 69'      | Público: N/D Árbitro: N/D                         |

|             |       | Penalidades |  |
| N/D N/D N/D | 4 - 3 | N/D N/D N/D |  |

| 31 de Julho | Esperanto                                                 | 3 – 8 | Comunidade Armênia na Argentina | Polideportivo Colegiales, Buenos Aires, Argentina |
| N/D         | Alejandro Demasi ??', ??' · Jefferson Rubio Bohórquez ??' |       | Federico Karamanukian ??' · Armen Arslanian ??' · Mariano Cholakian ??' · Santiago Emirian ??', ??' · José Valavanian ??', ??', ??' | Público: N/D Árbitro: N/D                         |

| 26 de Maio de 2017 | Comunidade Armênia na Argentina                  | 10 – 0 | Fernando de Noronha | GEBA (Sede San Martin, Campo 07), Buenos Aires, Argentina |
| 21:00 UTC-3        | 05', 10', 16', 22', 49', 52', 57', 60', 65', 78' |        |                     | Público: N/D Árbitro: Gustavo Mazzola                     |

Notas
- Fernando de Noronha jogou com um plantel formado em sua maior parte por jogadores sênior (acima de 35 anos), devido a problemas financeiros dos jogadores principais, pois cada jogador precisou custear a própria viagem, e apenas os jogadores sênior puderam bancar os próprios custos. De todo o plantel, fizeram parte apenas dois jogadores de categoria principal, entre eles, um jovem de 16 anos.

## Organização
Atualmente, o COSANFF tem filiais com representantes em alguns dos 13 países da América do Sul, sendo eles intitulados "delegados", além do presidente, vice-presidente e o secretário-geral.